# Elecciones generales de Mozambique de 1977
Las elecciones generales de Mozambique de 1977 tuvieron lugar entre septiembre y diciembre del mencionado año con el objetivo de establecer las autoridades constitucionales de la República Popular de Mozambique tras su independencia respecto de Portugal el 25 de junio de 1975, finalizando con la constitución de la Asamblea Popular y la elección del presidente de la República. Se trató, por lo tanto, de los primeros comicios nacionales en territorio mozambiqueño luego de siglos bajo el régimen colonial portugués.
Al momento de las elecciones, el país era un Estado socialista de partido único, con el Frente de Liberación de Mozambique (FRELIMO) como única formación política legal. Asimismo, las elecciones se realizaron siguiendo un modelo local basado en el modelo soviético, por lo que no hubo una votación nacional directa. A lo largo del año habían tenido lugar una serie de incursiones por parte del régimen de la minoría blanca gobernante en la vecina Rodesia, lo que motivó que los comicios locales no pudieran tener lugar en algunas zonas del noroeste mozambiqueño afectadas por el conflicto. Eventualmente, el fortalecimiento de la guerrilla anticomunista Resistencia Nacional Mozambiqueña (RENAMO) conduciría a la guerra civil mozambiqueña, que escalaría en la década de 1980.
El proceso electoral se realizó por fases desde un nivel local inferior (el único donde se realizó una votación popular directa) a un nivel superior. El 25 de septiembre (únicamente en localidades de «importancia histórica») y el 13 de noviembre tuvieron lugar elecciones para las Asambleas Populares locales en los municipios. A su vez, los diputados locales electos se reunieron el 27 de noviembre y eligieron a los miembros de las Asambleas Populares distritales y a los integrantes de las Asambleas Populares de las capitales provinciales. El 3 de diciembre, los diputados distritales y capitalinos se reunieron para investir a los miembros de las diez Asambleas Populares provinciales, los cuales al día siguiente sometieron a votación una lista de 226 candidatos a miembros de la Asamblea Popular, parlamento nacional unicameral del nuevo estado. La lista única fue aprobada por unanimidad. En su primera sesión, la Asamblea Popular proclamó a Samora Machel como presidente.
Los comicios no fueron libres ni competitivos, y el régimen del FRELIMO se ocupó de purgar a cualquier candidato potencial disidente. Del mismo modo, 2.425 candidatos debidamente electos a varios cargos en todos los niveles (mayormente en el orden de las Asambleas Locales) fueron rechazados por las autoridades al amparo de numerosas leyes represivas, acusados de haber colaborado con el régimen portugués durante la guerra colonial, pertenecer a una entidad «feudal u opresiva» (término empleado para referirse a las autoridades tribales tradicionales) o «exhibir conductas erradas». El mandato oficial de la Asamblea Popular era de cinco años, pero dado el estallido de la guerra civil, pasarían nueve antes de que se volviera a renovar la Asamblea en 1986 y en muchas áreas del país no volverían a celebrarse elecciones hasta el establecimiento del multipartidismo después de finalizada la misma, en 1994.

## Fases

### Asambleas Populares de Localidad y Aldea Comunal
El 25 de septiembre de 1977 se realizó en las veinticinco localidades y aldeas comunales consideradas de «especial importancia histórica», mientras que el 13 de noviembre se realizaron en el resto del país. Se eligieron 22.230 diputados de las Asambleas Populares de 894 localidades, aldeas y ciudades, mientras que no hubo votación en las siete localidades afectadas por la incursión militar rodesiana. En su informe posterior, la Comisión Nacional de Elecciones reportó una serie de ataques coordinados por parte de «enemigos», en particular durante las Conferencias Electorales previas a la nominación de candidatos, resaltando un bombardeo el 26 de octubre en Tembue. La Comisión declaró que se eligieron 22.230 diputados locales, de los cuales 15.939 eran hombres y 6.291 mujeres. 2.182 candidatos fueron rechazados, de los cuales 1.536 fueron excluidos de cualquier participación en el proceso electoral bajo las acusaciones de «haber formado parte de la PIDE u organizaciones favorables al régimen portugués durante la guerra colonial o haber tomado parte en alguna forma de aparato opresivo», mientras que 646 candidatos fueron rechazados por «comportamientos errados» o «no reunir las condiciones para ser elegidos». Debido a las dificultades logísticas que conllevó la elección, no hubo un reporte ni de votantes registrados ni de participación electoral, aunque la Comisión declaró que «más de tres millones de mozambiqueños» participaron de alguna forma en el proceso.
| Asambleas | Diputados | Rechazados |
| --------- | --------- | ---------- |
| 894       | 22.230    | 2.182      |

### Asambleas Populares de Distrito y Capitales Provinciales
Finalizado el proceso electoral local, el 15 de noviembre de 1977, las Asambleas Populares de Localidad eligieron delegados para las Conferencias Electorales de Distrito y Capital Provincial, la cual confeccionaría y ratificaría las listas para las Asambleas Populares de los Distritos y de las diez Capitales Provinciales. Se eligieron 112 Asambleas Distritales, con 3.390 diputados en cada una. Asimismo, las diez capitales provinciales eligieron 460 diputados distritales. La Comisión recomendaría en su informe posterior la creación de más distritos de acuerdo a la población. Durante el proceso de confección de la lista, 95 candidatos fueron rechazados por haber integrado estructuras represivas coloniales, 72 por haber pertenecido a «estructuras de tipo feudal» y 39 por «conductas erradas o falta de confianza de las masas». Las Asambleas Distritales y de Capitales Provinciales fueron elegidas el 27 de noviembre. No fue posible realizar elecciones en los distritos de Chiuta y Magoé, en la provincia de Tete, debido a las incursiones militares rodesinas.
| Asambleas              | Asambleas | Diputados | Rechazados |
| ---------------------- | --------- | --------- | ---------- |
| Distritales            | 112       | 3.390     | 206        |
| Capitales Provinciales | 10        | 460       | 26         |
| Total                  | 122       | 3.850     | 232        |

### Asambleas Populares Provinciales
Las Asambleas Populares de Distrito y Capital Provincial eligieron delegados a las Conferencias Electorales que, el 3 de diciembre de 1977, se ocuparon de elegir a los miembros de las Asambleas Populares de las diez provincias de Mozambique. Hubo 734 diputados provinciales electos, de los cuales 626 fueron hombres y 108 mujeres (menos del 15%). Debido a los estrictos filtros que tuvo el proceso, muy pocos candidatos fueron en última instancia rechazados, tan solo once (nueve por «conductas erradas» y dos por asociaciones ilícitas).
| Asambleas | Diputados | Rechazados |
| --------- | --------- | ---------- |
| 10        | 734       | 11         |

### Asamblea Popular Nacional
El 4 de diciembre, las Asambleas Populares provinciales se reunieron para ratificar una lista única de candidatos propuesta por el Comité Central del FRELIMO. La lista fue ratificada por unanimidad en una elección por voto secreto, quedando constituido de este modo el poder legislativo nacional. La Asamblea electa realizó su primera sesión el 23 de diciembre.
| Partido | Partido                                      | Escaños |
| ------- | -------------------------------------------- | ------- |
|         | Frente de Liberación de Mozambique (FRELIMO) | 226/226 |
| Total   | Total                                        | 226     |